# 스칸노
스칸노(이탈리아어: Scanno)는 이탈리아 아브루초주 라퀼라도에 있는 코무네이다.